# Primero de Mayo (Chapare)
Primero de Mayo ist eine Ortschaft im Departamento Cochabamba im südamerikanischen Andenstaat Bolivien.

## Lage im Nahraum
Primero de Mayo ist eine Siedlung im südlichen TIPNIS-Kolonisationsgebiet im Municipio Villa Tunari in der Provinz Chapare. Die Ortschaft liegt auf einer Höhe von 218 m vier Kilometer östlich des Río Eterazama, der flussabwärts nach 27 Kilometern in den Río Isiboro mündet.

## Geographie
Primero de Mayo liegt im bolivianischen Tiefland am Nordrand der Cordillera Oriental. Das Klima ist tropisch mit einem ausgeprägten Tageszeitenklima.
Die jährliche Durchschnittstemperatur im langjährigen Mittel liegt bei knapp 27 °C, die Monatstemperaturen liegen zwischen gut 23 °C im Juli und knapp 29 °C im Dezember und Januar (siehe Klimadiagramm Villa Tunari). Der Jahresniederschlag mit 2300 mm weist eine deutliche Regenzeit von Oktober bis April auf, mit Monatsniederschlägen zwischen 160 und 380 mm.

## Verkehrsnetz
Primero de Mayo liegt in einer Entfernung von 214 Straßenkilometern nordöstlich von Cochabamba, der Hauptstadt des Departamentos.
Durch das nahe gelegene Villa Tunari führt die 1657 Kilometer lange Nationalstraße Ruta 4, die das Land von Westen nach Osten durchquert. Sie führt von Tambo Quemado an der chilenischen Grenze über Cochabamba und Sacaba nach Villa Tunari und weiter über Santa Cruz nach Puerto Suárez an der brasilianischen Grenze. Zwei Kilometer östlich von Villa Tunari, zwischen den Brücken über den Río Espíritu Santo und den Río Chapare, zweigt von der Hauptstraße die Ruta 24 in nördlicher Richtung ab und erreicht Chipiriri nach sieben Kilometern. Auf den folgenden vierzehn Kilometern Richtung Eterazama überquert die Straße den Río Colorado und den Río Motamojo, zweigt dann von der nach Nordwesten weiterführenden Hauptstraße nach Norden ab und erreicht nach dreißig weiteren Kilometern Primero de Mayo.

## Bevölkerung
Die Einwohnerzahl der Ortschaft ist im Jahrzehnt zwischen den beiden letzten Volkszählungen auf mehr als das Doppelte angestiegen angestiegen:
| Jahr | Einwohner         | Quelle       |
| ---- | ----------------- | ------------ |
| 1992 | keine Detaildaten | Volkszählung |
| 2001 | 369               | Volkszählung |
| 2012 | 782               | Volkszählung |
| 2024 |                   | Volkszählung |

Die Region weist einen deutlichen Anteil an Quechua-Bevölkerung auf, im Municipio Villa Tunari sprechen 83,5 Prozent der Bevölkerung Quechua.